# Optikai adattárolók

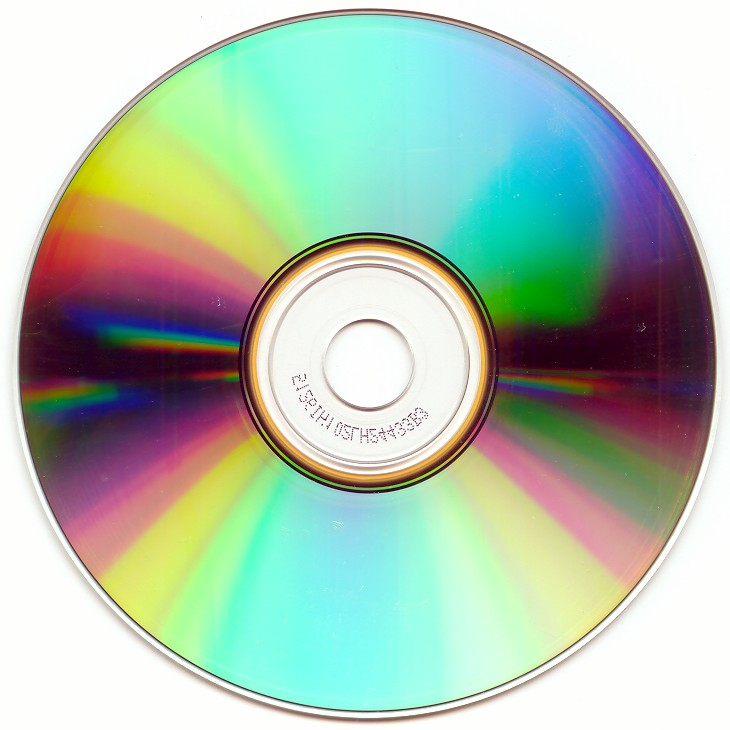
Egy 12 cm-es kompakt lemez (CD-R) alsó felülete, jellegzetes irizálással

Az optikai adattárolók lézersugár használatával működő nagy tárolási sűrűséget elérő adattároló rendszerek.

## Kifejlesztése
Az optikai adattároló rendszerek fejlesztésének kezdete a hatvanas évek közepére nyúlik vissza. Az alapcél: képek nagy adatsűrűségű eszközön történő rögzítése, amelyről később optikai úton azok leolvashatóak. Természetesen a célok között az is szerepelt, hogy az információsűrűség legalább akkora legyen, mint az akkor ismert legnagyobb mágneses adattároló sűrűsége. Az alapkutatásokat – mint az ipar számos más területén – itt is katonai alkalmazások érdekében kezdték, s ebben olyan multinacionális cégek vettek részt (egymástól függetlenül végezve a kitűzött feladatokat), mint a francia Thomson, a DVA, az amerikai ODC, a holland Philips, a japán Sony stb. Az első jelentős eredmények közel egy évtizedes kutatómunkát igényeltek. A cégek számos szabadalommal védték a dollármilliárdokba kerülő részeredményeiket.
A 80-as évek elején felmerült az, hogy létrehoznak egy olyan eszközt és adathordozó médiumot, amely a korábbi, mágneses elven működő adathordozók hibáit, korszerűtlenségét – a szalag nyúlása, és ebből adódó futás-egyenetlenség; a hőre és mágnesességre való nagyfokú érzékenység; kevéssé biztos adattárolási biztonság, mely idővel egyenesen arányosan romlik; nagy térfogat; kis kapacitás és viszonylagosan lassú adatelérési sebesség – kívánta véglegesen kiküszöbölni. A polgári ipar technológiai színvonalának akkori állása nem tette lehetővé, hogy a képrögzítés rendszerének polgári célú alkalmazása megtörténjen. De az elért eredmények, publikációk, szabadalmi leírások elegendőek voltak ahhoz, hogy az analóg képjeleket tároló laser disc (LD) mellett megjelenjen a perspektivikus, digitális technikát alkalmazó „lézer hanglemez”, a CD-A, melyet 1982-ben szabványosított rendszerré alakított a Philips és a Sony.

## Jellemzői
Az optikai tárolórendszerekre jellemző, hogy az írás és olvasás lézersugárral történik. Nevüknek megfelelően optikai eljárást használnak (fényvisszaverődés, polarizáció, szórás, fénytörés) az adatok írására és olvasására. Az optikai tároló felületén az adatok rögzítésekor kis méretű mélyedéseket hozunk létre, amelyeken a leolvasáskor a lézersugár szétszóródik, míg az adathordozó-réteg eredeti felületéről visszaverődik. A médium olvasásakor a visszavert fényt érzékeljük, és alakítjuk vissza adatokká. Az optikai tárolókat több tulajdonságuk markánsan megkülönbözteti a mágneses tárolási technológiától: az optikai tárolókra nagy tárolási sűrűség jellemző. Ennek oka, hogy a fény sokkal kisebb felületre fókuszálható, mint a mágneses tárolók elemi tárolófelülete. Másik előnyös tulajdonság az élettartam: az optikai tárolók élettartamát évtizedekben mérik. Az optikai adathordozó előállítási költsége általában alacsony, az árat lényegében a lemezen lévő programok, adatok, zeneszámok és egyéb információk piaci értéke határozza meg, ami mellett az előállítási költség eltörpül. Fontos szempont továbbá az optikai adathordozó cserélhetősége: a használaton kívüli lemezt zárt helyen tárolhatjuk, kompakt mérete miatt könnyen magunkkal vihetjük és másik gépen bonyolult szerelési műveletek nélkül azonnal használatba vehetjük.

## Típusai
Az optikai adattárolók – az adatok felírása, leolvasása és a gyártástechnológia szempontjából – három jól elkülöníthető típusra oszthatók:
- Csak olvasható optikai tárolók a ROM (Read Only Memory) típusú CD-k. Ezek a legelterjedtebb típusok és ezekre gondolunk először, amikor a CD szót meghalljuk. Ide sorolható a háttértárolóként használt CD-ROM, a digitális hang rögzítésére használt CD-DA (Digital Audio). (továbbá: CD-A, CD+G, CD-ROM, CD-I, CD-I Ready, CD-I, Karaoke CD, V-CD, CD-V, prerecorded (vagy premastered) MD stb.)

Az egyre bővülő alkalmazási területek arra kényszerítették a fejlesztőket, hogy új megoldásokat keressenek az egyre nagyobb CD tárolókapacitás elérésére. A kutatásokat több irányba indították. A média szempontjából az egyik út az információt hordozó egységek, a pitek méreteinek és a track-ek osztásának csökkentése, mindemellett kidolgozták az egyoldalú-kétrétegű és az oldalanként egyrétegű, de két oldalról is olvasható CD-k – az SDCD és a hdCD rendszerét. Ma már nyugodtan nevezhetjük e CD-ket a mai CD-k új generációjának, hiszen számos olyan jellemzővel rendelkeznek – ezek közé tartozik a rétegstruktúra is – amely jelentősen eltér a ma használatos CD-kétől. A szabványosítás folyamatban van, zavart csupán az okoz, hogy egymástól független, de bizonyos mértékig ellenérdekelt csoportok jutottak el hasonló eredményekhez, s a kompatibilitás biztosítása miatt közösen kell, hogy a legfontosabb paramétereket rögzítsék.
- Az egyszer írható és többször olvasható tárolók a CD-WO-k (Compact Disc – Write Once). Ezt a típust csak CD-R-ként (Compact Disc Recordable), írható CD-ként emlegetjük.
- Újraírható, törölhető, olvasható optikai tárolók a CD-RW (650, 700 MB tárkapacitással) és a CD-MO (Compact Disc – Magneto-Optical, jellemzően 650 MB tárkapacitással) típusúak.

A napi gyakorlatban elterjedt és használt CD típusok (CD-ROM, CD-R, CD-DA) jellemző tárolókapacitása: 74 perc (650 MB), illetve 80 perc (700 MB).

## Tovább fejlődése
A 80-as évek közepétől az optikai adattárolók (CD) tömeges elterjedésének tapasztalatai, fejlődésének mindent felülmúló sebessége és térhódítása reális alapokra tette egy jóval nagyobb kapacitású médium megszületésének lehetőségét. 1992-ben létrejött a DVD Konzorcium, mely magába foglalja a világ összes vezető elektronikai nagyhatalmát, akiknek célja létrehozni egy olyan új optikai tárolási szabványt, melynek fizikai méretei megegyeznének a CD-vel, csak a kapacitása lenne nagyságrenddel több. A DVD nem rövidítés, hanem egy fantázianév, mégis két jelentést is tulajdonítanak neki. Kezdetben Digital Video Disc-nek nevezték, később a Digital Versatile Disc (sokoldalú digitális lemez) használata terjedt el. A DVD-lemez fejlesztése még most is folyik, a család elemeinek szabványosítása jelenleg is tart. A DVD rendszer felülről kompatibilis a létező CD-lemezekkel.

### DVD lemezek
A DVD lemez külsőre nagyon hasonlít a CD-lemezhez, azonban a nagyobb adatsűrűségnek köszönhetően tárolási kapacitása – az oldalak és tárolási rétegek számától függően – 7-25-szöröse a CD-knél megszokott értékeknek, vagyis kb. a 4,5 GB- 18 GB tartományban van. A DVD lemez kapacitásának ilyen mértékű növelése a hagyományos CD több műszaki jellemzőjének megváltoztatásával érhető el.
Az alapvető fizikai különbség a lemezek között, hogy a DVD-lemez mindig két 0,6 mm vastagságú lemezből, összeragasztással készül, és akár mindkét oldalán tárolhat adatokat. 
A technológiai fejlődésnek köszönhetően a lemez egy-egy oldalán két felvételi réteg alakítható ki. Az oldalak és rétegek számának kombinálásából jött létre a DVD négy alaptípusa.
1. A legegyszerűbb DVD-lemez, a DVD5 egyoldalas, egyrétegű lemez, a kapacitása 4,7 GB.
2. A kétrétegű egyoldalas lemez, a DVD9 kapacitása 8,54 GB. A két réteg távolsága 20 µm -70 µm, és a rétegeket tiszta gyanta választja el egymástól. A DVD9 lemez előállításakor a két réteget egy-egy 0,6 mm vastag lemez felületén alakítják ki, majd a lemezeket átlátszó ragasztóval összeragasztják. A második rétegben lyukak helyett kiemelkedéseket gyártanak, hogy ragasztás után lyukaknak látsszanak. Az alsó rétegre 0,05 µm vastag féligáteresztő tükörréteg kerül, hogy a lézersugár a felső adathordozó rétegre is tudjon fókuszálni. A belső réteg olvasásakor egy kicsit látszik a külső réteg is. A féligáteresztő tükör általában alumíniumból készül, és egyenletes felvitele a kétrétegű lemezek gyártásának kritikus pontja. A kétrétegű lemezek érdekes tulajdonsága, hogy míg az első réteg beolvasása a forgástengelytől kezdődik, és az olvasófej kifelé halad, a második réteg mindkét irányban olvasható, azaz a második réteg kívülről befelé is tartalmazhat adatot. Ez olyan alkalmazásoknál előnyös, melyek a lemezre folyamatosan felvett anyagot (mozifilm) tartalmaznak, és külső réteg végén azonnal folytatni kell a belső réteg olvasását. Az átváltás leegyszerűsödik, mivel az olvasó fej helyzete és a lemez forgási sebessége nem változik, csak az olvasófej fókuszát kell a belső rétegre átállítani.
3. A kétoldalas, oldalanként egy rétegű DVD lemez, a DVD10 kapacitása 9,4 GB. A gyártása annyiban tér el a DVD5-lemezétől, hogy mindkét 0,6 mm vastagságú lemezben kialakítanak lyukakat összeragasztás előtt. A második oldal olvasásához a lemezt meg kell fordítani a lejátszóban. Mivel ez például videó lejátszása közben zavaró lehet, ma már inkább a DVD9 lemezeket használják a hasonló nagyságrendű tárolókapacitást igénylő alkalmazásokban.
4. A kétoldalas, oldalanként két rétegű DVD lemez, a DVD18 kapacitása 17,08 GB. A működés elve hasonló a DVD9 lemezekéhez, azonban itt a lemez mindkét oldalán kialakítják a két-két adathordozó réteget. A bonyolultabb gyártási eljárás miatt ez a típus viszonylag ritka, helyette szívesebben használnak két DVD9 típusú lemezt, például az egyiken a teljes film, a másikon pedig a DVD extrák tárolására.